# Bif Bang Pow !
Bif Bang Pow ! est une entreprise de jouets qui fabrique des figurines, des têtes à bascule, des répliques d'accessoires, des journaux, des articles de bar, des boissons, des sous-verres, des cadres de plaques d'immatriculation et des boîtes en fer-blanc à partir de propriétés sous licence.
Bif Bang Pow ! a été fondée en 2005 par Jason Labowitz et Jason Lenzi, qui travaillent sur les produits. Le célèbre artiste Alex Ross a contribué à la conception de la figurine Flash Gordon.